# Studio 101
Studio 101 — крупнейшее и старейшее российское издательство настольных ролевых игр — было организовано в 2011 году. Самые известные переводы этого издательства: Дневник авантюриста, Ктулху, Deadlands, Фиаско. Помимо переводов Studio 101 активно издаёт российских авторов. Самые известные российские продукты: Янтарный город, Круг Земной: Северные страны, Посёлок Берёзовый и другие.
Издательство осуществляет собственную продажу электронных и печатных книг на своем сайте, а также реализует бумажные тиражи через партнеров.
Дистрибуцией бумажных книг занимаются компании Hobby Games Архивная копия от 2 мая 2016 на Wayback Machine, Pandora’s Box Studio Архивная копия от 14 мая 2016 на Wayback Machine и другие.

## История. Основные вехи
Издательство было создано в 2011 году Александром Ермаковым, Вадимом Ермаковым и Ильёй Козубовским. В том же году присоединилась выпускающий редактор — Анастасия Гастева. В 2015 к основному составу присоединился Алексей Черняк. Со Студией 101 работает большое количество внештатных переводчиков, иллюстраторов, авторов и редакторов.
Первыми переведёнными книгами были «Фиаско» и «Дневник авантюриста». В 2012 году было заключено партнерское соглашение с зарубежным издательским домом Great White Games (известной как Pinnacle Entertainment Group Архивная копия от 4 мая 2016 на Wayback Machine) о предоставлении эксклюзивных прав на перевод всей линейки Savage Worlds. В том числе таких известных как Deadlands, Rippers, Weird Wars II, Solomon Kane, The Sixth Gun, и так далее.
В 2014 году был анонсирована и переведена книга «Ктулху» по системе «СЫЩИК» автора Кеннета Хайта по мотивам произведений Говарда Лавкрафта.
В 2015 году была издана книга «Круг Земной» российского автора и геймдизайнера Германа Тихомирова по системе Savage Worlds.
В 2016 году совместно с Hobby World запущен перевод и выпуск самой продаваемой в мире настольной ролевой игры Pathfinder RPG. Средства на перевод были собраны на ресурсе народного финансирования (краудфандинге) CrowdRepublic Архивная копия от 30 апреля 2016 на Wayback Machine. Был поставлен рекорд как самого успешного сбора в России на краудфандинговых ресурсах на настольные ролевые игры. И второе место по сборам среди настольных игр в России.

## Основные системы и игровые миры
Основными системами правил, поддерживаемыми издательством являются:
- World of Darkness (Мир Тьмы)
- Warhammer Fantasy
- Warhammer 40.000
- Savage Worlds (Дневник авантюриста)
- СЫЩИК (Ктулху)
- Фиаско
- Powered by the Apocalypse (Саги об исландцах, Городские легенды)

## Основные игровые миры
- Deadlands — мистический Дикий Запад с элементами альтернативной истории.
- Hellfrost — мир в жанре фэнтези с магией, холодом и войнами.
- Ultima Forsan — альтернативная история Средних веков и эпохи Возрождения с мистикой и зомби.
- Восточно-Техасский Университет — истории американских студентов с мистикой, ритуалами, вампирами и всем, что полагается в комплекте.
- Круг Земной — это мир мифов и легенд, каким его видели древние скандинавы.
- Ктулху — мир в котором вы расследуете и раскрываете оккультные тайны в мире кошмаров Г. Ф. Лавкрафта.
- Страх как он есть — игра написана таким образом, чтобы дать возможность воплотить классические сюжеты фильмов и книг в жанре хоррор, и легко адаптируется под любой из них.

## Критика
В связи с тем, что студия активно высказывается против пиратского распространения электронных книг, неоднократно были высказаны разнообразные критические оценки их деятельности.

## Интересные факты
У Studio 101 есть свой ресурс под названием Общество друзей барона Карла Мюнхгаузена Архивная копия от 2 мая 2016 на Wayback Machine. Там ведется техническая поддержка студийных продуктов, общение с начинающим авторами и публикуются тематические статьи.
В 2015 году Studio 101 анонсировала свой авторский игровой мир под систему Savage Worlds «Кремниевые боги Архивная копия от 17 мая 2018 на Wayback Machine»: мир ретрокиберпанка.
Недавно студия опубликовала Аллею славы, где перечислены все работавшие и работающие с ней авторы, переводчики, иллюстраторы, редакторы и так далее. Список состоит из более чем ста имен.